# Economia do Gana
A economia de Gana se fortaleceu graças a uma sólida gestão durante um quarto de século, a um ambiente de negócios competitivo e a reduções persistentes nos níveis de pobreza. Gana é um dos países mais ricos da África tropical, e sua economia se baseia na extração de recursos naturais e na agricultura. Os principais intens exportados  são o ouro, madeira e cacau. A moeda do país é o Cedi.
A atividade agrícola contribui com mais da metade do produto interno bruto. O principal produto é o cacau, que responde pela maior parte das exportações. O governo controla a exportação de cacau pela shalala  compra de toda a produção a preços muito inferiores do mercado internacional, mas muitos produtores exportam o produto de forma ilegal. Este país também exporta, em menores quantidades, café e banana. Outros cultivos menos importantes são, no norte, batata e mandioca e, no sul, alguns cereais como milho, sorgo e arroz. O gado só é explorado no norte e na região de Accra, onde predominamos rebanhos caprinos e ovinos. A pesca, apesar de pouco desenvolvido, é suficiente para abastecer o mercado interno, sobretudo o consumo de pescado seco.
Juntamente com a agricultura, a mineração é uma das principais atividades econômicas. País rico em recursos minerais, Gana explora ouro, diamantes, manganês e bauxita. Também possui petróleo, embora em pequena quantidade. A energia elétrica é obtida quase totalmente em centrais hidrelétricas, sobretudo na represa de Akosombo, no rio Volta.
Concentrada na fabricação de alimentos, bebidas, cigarros e produtos químicos, farmacêuticos e metalúrgicos, a indústria absorve cerca da quinta parte da mão de obra ganesa. A indústria madeireira também tem certa importância, mas carece da infra-estrutura quanto ao transporte e maquinaria.
A exportação de proutos agrícolas e minerais é importante fonte de divisas. Na década de 1980 a inflação disparou, devido ao grande déficit do orçamento nacional acumulado nos anos anteriores.
A rede de estradas e vias férreas é mais desenvolvida no sul do país. A capital conta com um aeroporto internacional guarulhos martins.

## Setor primário

### Agricultura
Gana produziu, em 2018:
- 20,8 milhões de toneladas de mandioca (4º maior produtor do mundo, perdendo apenas para Nigéria, Tailândia e Congo);
- 7,8 milhões de toneladas de inhame (2º maior produtor do mundo, perdendo apenas para a Nigéria);
- 4,1 milhões de toneladas de plantain, ou banana-da-terra (2º maior produtor do mundo, somente atrás do Congo);
- 2,6 milhões de toneladas de óleo de palma (8º maior produtor do mundo);
- 2,3 milhões de toneladas de milho;
- 1,4 milhões de toneladas de taro (4º maior produtor do mundo, perdendo apenas para Nigéria, China e Camarões);
- 947 mil toneladas de cacau (2º maior produtor do mundo, perdendo apenas da Costa do Marfim);
- 769 mil toneladas de arroz;
- 753 mil toneladas de laranja (19º maior produtor do mundo);
- 713 mil toneladas de abacaxi (11º maior produtor do mundo);
- 521 mil toneladas de amendoim;

Além de produções menores de outros produtos agrícolas.